# Teateråret 1865

## Händelser

### Okänt datum
- Den första moderna operetten i Sverige, Jacques Offenbachs Sköna Helena, uppförs.
- Rienzi blir Richard Wagners första opera i Sverige.
- Arbisteatern, Sveriges äldsta amatörteaterscen, byggs i Norrköping.

## Årets uppsättningar

### April
- 1 april - Frans Hedbergs pjäs Brölloppet på Ulfåsa har urpremiär på Kongliga Stora Theatern i Stockholm. [1].

### November
- 14 november - Frans Hodells pjäs Andersson, Pettersson och Lundström uruppförs på Södra Teatern i Stockholm.

## Födda
- 20 januari - Yvette Guilbert (död 1944), fransk skådespelare.
- 1 mars - Hjalmar Meissner (död 1940), finländsk-svensk kapellmästare och dirigent.
- 11 mars - Ferry Sikla (död 1932), tysk skådespelare och regissör.
- 20 mars - Hermann Picha (död 1936), tysk skådespelare.
- 21 mars - Nicolai Neiiendam (död 1945), dansk skådespelare och teaterregissör.
- 26 mars - Max Neal (död 1941), tysk dramatiker.
- 5 maj - Emil Norlander (död 1935), svensk tidningsman, journalist, revyförfattare och författare.
- 13 juni - William Butler Yeats (död 1939), irländsk författare och poet.
- 19 juni - May Whitty (död 1948), brittisk skådespelare.

## Avlidna
- 26 april - John Wilkes Booth (född 1838), amerikansk skådespelare och Abraham Lincolns mördare (skottskada).
- 10 september - Maria Sylvan (född 1800), finlandssvensk skådespelare.

### Fotnoter
1. ↑  ”Dramawebben”. Arkiverad från originalet den 14 februari 2012. https://web.archive.org/web/20120214054239/http://www.dramawebben.se/pjas/brolloppet-pa-ulfasa. Läst 7 april 2011.